# Modriste
Modriste (macedónul: Модриште) település Észak-Macedóniában, a Délnyugati körzet Makedonszki Brod-i járásában.

## Népesség
| Lakosok száma | 233  | 263  | 260  | 167  | 87   | 97   | 86   | 39   | 17   |
|               | 1948 | 1953 | 1961 | 1971 | 1981 | 1991 | 1994 | 2002 | 2021 |

2002-ben 39 lakosa volt, akik közül 38 macedón és 1 szerb.